# Alas
L'Alas (in russo: Алас, in sacha: Алаас) è una depressione poco profonda, tipica soprattutto della Jakuzia (Russia). Si riscontra anche nell'oblast' di Tjumen', dove è chiamato chasyrejami (хасыре́ями). È formato dal cedimento del permafrost dell'Artide a causa di ripetute fusioni e ricongelamenti. Questo processo di termocarsismo può avere le dimensioni di vari ettari. Un alas si sviluppa come un lago paludoso poco profondo quando l'acqua di fusione riempie la depressione, il lago alla fine si prosciuga e viene sostituito da vegetazione erbacea.

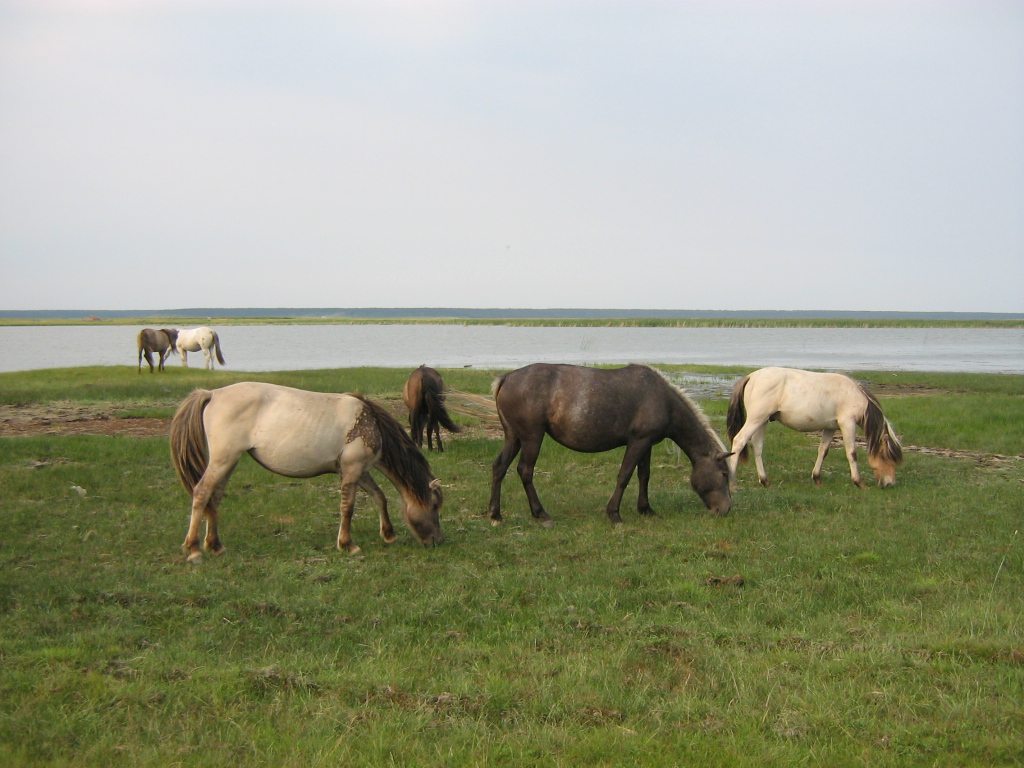
Il Mjurjo: cavalli sulla riva del lago

A causa della aridità della Jakuzia, il lago si secca una volta che il ghiaccio sottostante è esaurito. Gli alas sono spesso utilizzati come terreno agricolo, per il pascolo dei cavalli e per la fienagione. Il più grande alas si trova al centro dell'Ust'-Aldanskij ulus, tra il fiume Lena e l'Amga, si chiama Mjurju (Мюрю) e sul suo territorio si trova il villaggio di Borogoncy. Ha una superficie di circa 60 km². Nel 2002, una conduttura lunga 73 chilometri collegata alla Lena lo ha parzialmente riempito d'acqua.